# Breviceps gibbosus
Breviceps gibbosus es una especie  de anfibio anuro de la familia Brevicipitidae. Fue la primera especie de rana africana descrita científicamente por Linneo en 1758, bajo el nombre de Rana gibbosa. Los adultos crecen hasta 45 mm de longitud. Es la rana de lluvia más común y más grande.

## Distribución geográfica
Es endémica del sudoeste de la Provincia Occidental del Cabo en Sudáfrica. Habita hasta 1000 m de altitud en Newlands y Piketberg en Stellenbosch.

## Estado de conservación
Se encuentra amenazada de extinción por la pérdida de su hábitat natural.

## Publicación original
- Linnaeus, 1758: Systema naturae per regna tria naturae, secundum classes, ordines, genera, species, cum characteribus, differentiis, synonymis, locis, ed. 10

## Galería

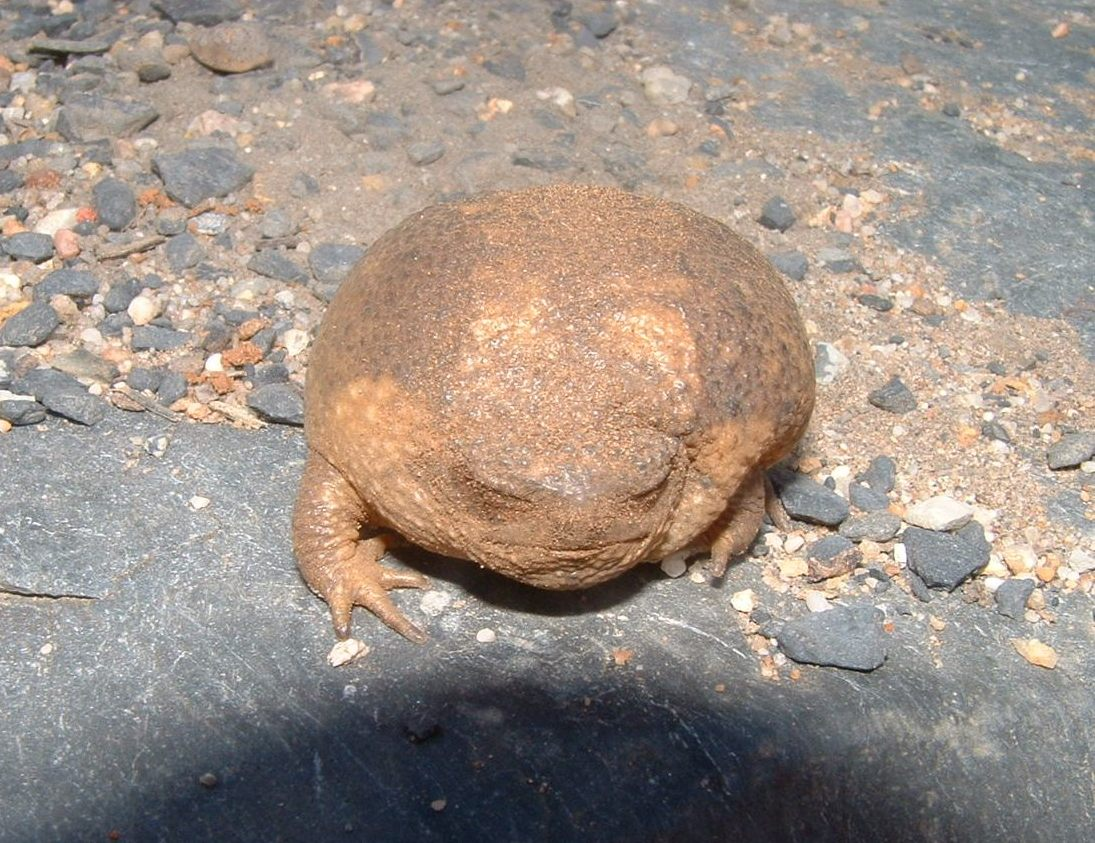
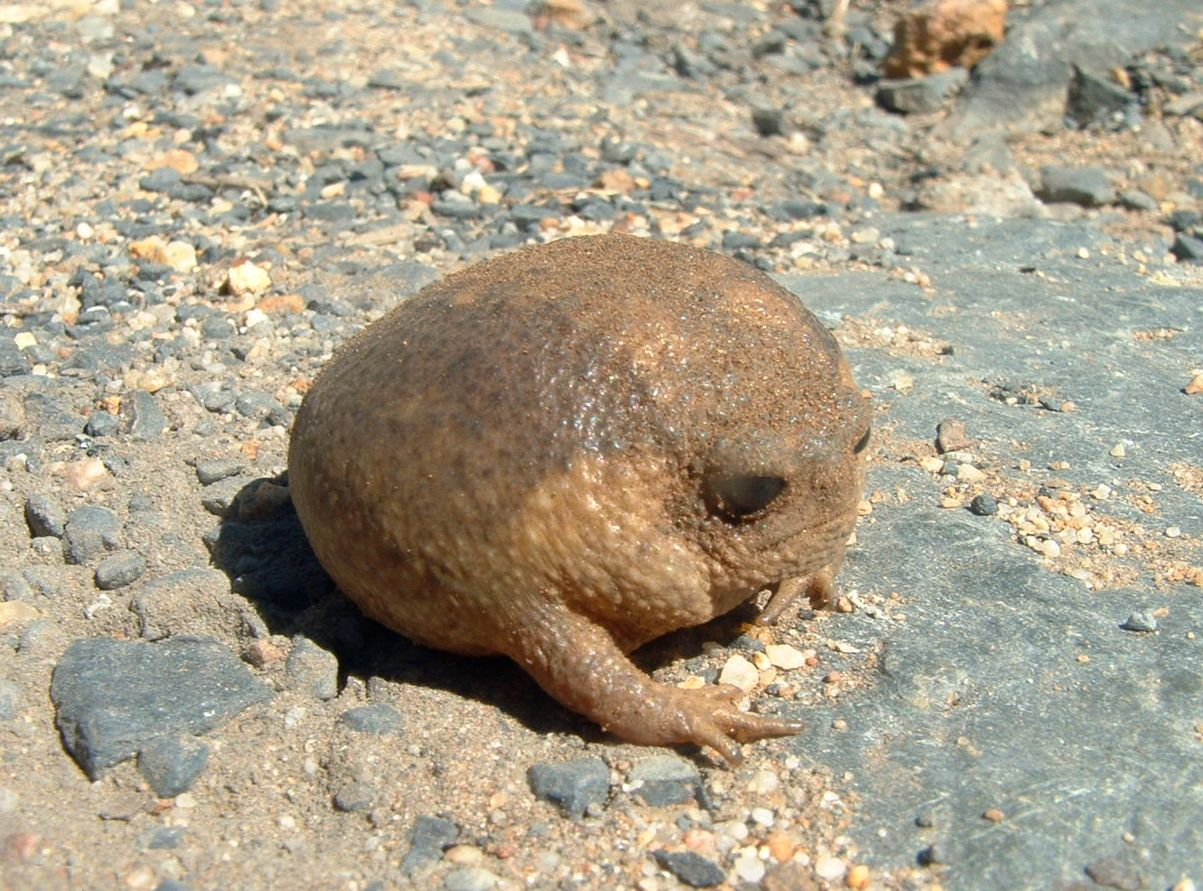
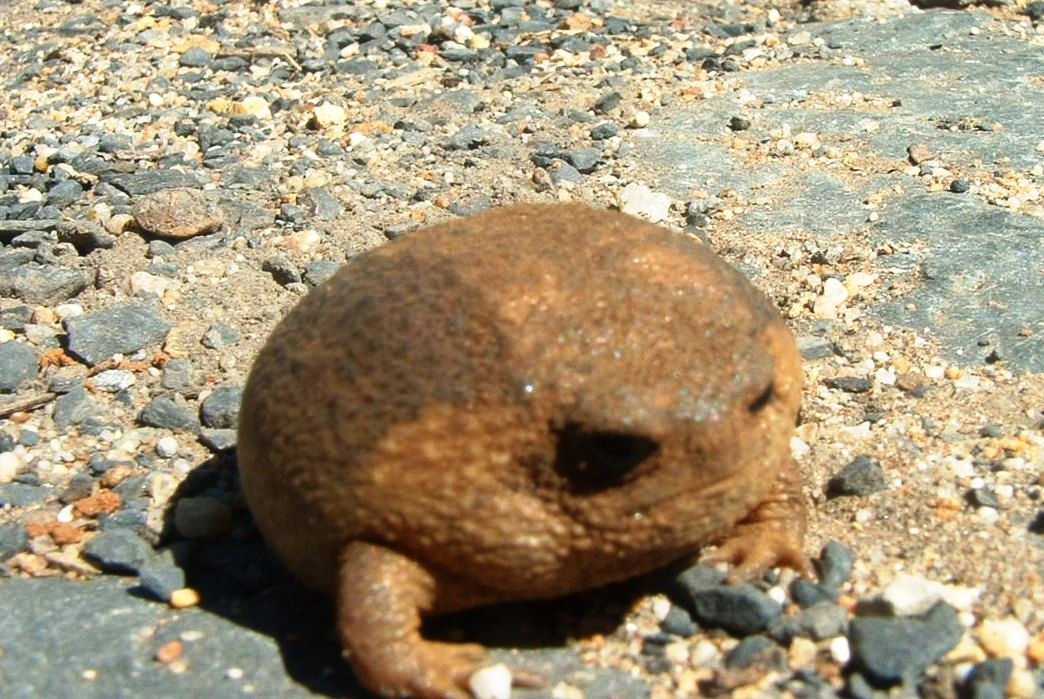